# 1. FFC Turbine Potsdam
Maillots
Le 1. FFC Turbine Potsdam est un club allemand de football féminin basé à Potsdam. Il est fondé le 3 mars 1971 comme section féminine du BSG Turbine Potsdam. Le club est indépendant en tant que « 1. FFC Turbine Potsdam » depuis le 1er avril 1999. Les couleurs du club sont le bleu et le blanc.
Avec deux Coupes d'Europe, six championnats d'Allemagne réunifiée, six titres de champion d'Allemagne de l'Est et trois Coupes d'Allemagne, le FFC Turbine est l'un des clubs allemands féminins les plus titrés. Il est le premier et jusqu'à présent unique club de l'ancienne Allemagne de l'Est à remporter un championnat d'Allemagne après la réunification allemande.
En fin de saison 2022-2023, le club est relégué en deuxième division après 26 ans dans l'élite.

## Histoire

### Les premières années
Le Betriebssportgemeinschaft Turbine Potsdam est fondé en 1955. Le club est pris en charge par le fournisseur d’énergie local. L’équipe première de football masculin évolue avec un succès mitigé en division régionale.
Le soir du réveillon du nouvel an 1970, Bernd Schröder, un employé du fournisseur d'énergie, découvre un étrange morceau de papier sur le tableau noir de la société, annonçant la création d'une équipe féminine le 3 mars 1971. L'identité de la personne responsable de ce document n'a jamais été établie. 
L'équipe féminine est créée le 3 mars 1971 et Bernd Schröder en devient le premier entraîneur. Le premier match se joue le 25 mai 1971 à Empor Tangermünde et se termine sur une victoire 3-0 de Turbine. Le championnat du premier arrondissement se joue l’année suivante et se conclut par la victoire de Turbine.

### 1979–1990: championnats et falsifications
Le premier championnat non officiel de la République démocratique allemande a lieu en 1979. Il n'a pas de statut officiel étant donné que le football féminin est alors loin d'être reconnu comme sport olympique. Turbine est l'une des équipes favorites mais elle ne se qualifie pour la phase finale ni en 1979 ni en 1980. En 1981, le championnat se tient à Potsdam et Schröder est sous pression. Il organise un camp d'entraînement près de la Mer Baltique. L'équipe peine pourtant durant les qualifications. Elle est finalement invaincue lors de la phase finale et remporte ainsi son premier championnat. Chaque joueuse reçoit la somme de 50 marks est-allemands et Schröder se voit honoré du titre d'« Activiste de l'œuvre socialiste ». Turbine gagne ensuite les championnats de 1982 et 1983. Dans les années 1980, le club domine le championnat est-allemand, rivalisé surtout par le Motor Mitte Karl-Marx-Stadt.
La reconnaissance de l'équipe dans le reste de l'Europe conduit à des invitations pour des tournois aux Pays-Bas et en Italie. Toutefois, Turbine ne répond à aucune de ces invitations, le régime est-allemand prohibant les déplacements vers des pays du bloc de l'Ouest. Le club ne peut pas non plus se rendre à des tournois dans d'autres pays communistes si des équipes des pays de l'Ouest sont présentes. En vue d'un tournoi, Schröder demande à un club hongrois de falsifier la liste des clubs, en remplaçant des équipes autrichiennes et yougoslaves par des équipes bulgares et tchécoslovaques. Le Turbine Potsdam part pour la Hongrie accompagné d'un membre du SED, le parti au pouvoir en RDA. Après le tournoi, le membre du parti s'aperçoit de la supercherie et Schröder est suspendu internationalement pour un an. Après cette suspension, l'équipe est invitée à un tournoi en Pologne. Cette fois, Schröder falsifie lui-même la liste des équipes. L'équipe de Potsdam est à nouveau accompagnée par un membre du SED qui veut forcer le club polonais à renvoyer chez elles les équipes occidentales. Un compromis est trouvé, Turbine jouant finalement un match amical contre l'équipe locale. Le Turbine Potsdam est ensuite interdit de déplacement à l'étranger jusqu'à nouvel ordre.
En 1989, Turbine remporte son sixième et dernier championnat de RDA. Beaucoup de joueuses prennent leur retraite et, après la chute du Mur de Berlin, la société qui soutient le club connait des difficultés financières. Le 1er janvier 1990, le BSG Turbine Potsdam devint le SSV Turbine Potsdam. Quelques jours plus tard, l'équipe joue son premier match sous son nouveau nom contre une équipe ouest-allemande lors d'un tournoi en salle. Alors que de nombreux footballeurs sont transférés de la RDA vers des clubs de l'Allemagne de l'Ouest, la plupart des joueuses restent en Allemagne de l'Est. En 1991, Turbine termine la saison à la troisième place, manquant sa qualification pour la Bundesliga.

### 1990–1997: crise et promotion
Turbine devient champion de l'Oberliga Nordost (deuxième division) mais échoue lors des barrages pour la promotion. Schröder se retire du poste d'entraîneur après vingt-et-un ans et devient président. Le club souffre de problèmes financiers : les dirigeants se demandent s'ils pouvaient assurer financièrement les déplacements à l'extérieur, et plusieurs joueuses perdent leur emploi. Le nouvel entraîneur Peter Raupauch n'obtient pas de résultats satisfaisants et il est remplacé par Frank Lange pour la saison 1993-1994. Après une victoire 3-2 contre Wattescheid 09, Turbine obtient sa promotion en Bundesliga.
Le premier match en Bundesliga est un désastre pour le club, qui perd à domicile 0-11 contre le FC Rumeln-Kaldenhausen. L'équipe enchaîne les défaites et est éliminée de la Coupe d'Allemagne. Fin 1994, le Turbine Potsdam se déplace au VfB Rheine. Turbine perd une nouvelle fois et Lange est remercié dès la fin de la rencontre.
L'ancienne joueuse Sabine Seidel entraîne l'équipe le reste de la saison. Turbine obtient le renfort de trois joueuses russes durant la trêve hivernale. L'équipe connaît des difficultés pour éviter la relégation et termine à la sixième place dans le groupe Nord. Lothar Müller prend alors la tête de l'équipe, en provenance du Tennis Borussia Berlin. Renforcée par les joueuses berlinoises que Müller emmène à Potsdam, la défense se bonifie mais l'équipe termine à nouveau à la sixième position.
La saison 1996-1997 marque un changement de format de la Bundesliga, qui comporte désormais une poule unique. Les quatre premières équipes de chaque poule restent en première division. Turbine termine cinquième après une saison faite de hauts et de bas mais l'équipe arrive tout de même à se qualifier par les barrages. Elle atteint les demi-finales de la coupe pour la première fois mais perd 2-3 contre l'Eintracht Rheine. Eckart Düwiger est le nouvel entraîneur pour la saison suivante. Il est le premier entraîneur de Turbine employé à plein-temps.

### 1997–2005: un long périple vers les sommets
Turbine fait l'acquisition de l'internationale allemande Ariane Hingst du Hertha Zehlendorf. Son intégration à l'équipe n'est pas facile, Hingst gardant une certaine distance avec ses coéquipières. La situation change lors de la faillite du principal sponsor du club fit faillite, et Düwiger n'étant plus en mesure d'être payé démissionne. Bernd Schröder redevient entraîneur principal. L'attaquante Conny Pohlers revient du TuS Niederkirchen en cours de saison et Turbine termine la saison 1997-1998 à la sixième place.
Le 12 mars 1999, la section féminine du SSV Turbine Potsdam décide de devenir indépendante. L'équipe termine la saison à la quatrième place. Cette saison est marquée par un match nul 4-4 au 1. FFC Francfort. Francfort mène 4-0 à la mi-temps avant que Potsdam ne revienne au score pour terminer le match sur une égalité. Ce match marque le début de la rivalité entre les deux clubs. Turbine atteint les demi-finales de la Coupe pour la deuxième fois mais s'incline 2-0 face au FCR Duisburg.
La dernière saison du XXe siècle se conclut par une quatrième place. Pour la première fois, Turbine gagne plus qu'il ne perd, avec une invincibilité à domicile. Ariane Hingst devient capitaine, poste qu'elle occupe jusqu'à son départ en 2007. La même année, le tout premier championnat junior d'Allemagne est organisé. L'équipe des filles de Turbine remporte la titre avec une victoire 7-1 sur le Bayern Munich. Viola Odebrecht devient une titulaire régulière de l'équipe première la saison suivante.
En 2001, le Turbine Potsdam termine vice-champion d'Allemagne. Pour la troisième fois, l'équipe atteint les demi-finales en Coupe mais est éliminée aux tirs au but contre le FFC Flaesheim-Hillen. L'équipe conserve sa deuxième place lors de la saison 2001-2002. Elle fait l'acquisition du gardien de but Nadine Angerer. Toutefois, leur quatrième demi-finale en coupe est à nouveau infructueuse. Cette fois, l'équipe s'incline 2-3 contre le Hambourg SV. Le club recrute la buteuse Petra Wimbersky en provenance du Bayern, la jeune internationale Navina Omilade de Brauweiler et Anja Mittag de Aue.
La saison commence par une élimination surprise en Coupe lors du premier tour contre le Hambourg SV, alors en division 2. La saison en Bundesliga est bien meilleure. Lors de la dernière journée, le tenant du titre Francfort se rend au Karl-Liebknecht-Stadion de Potsdam pour l'affrontement final. Francfort possède une avance de deux points sur Potsdam qui doit donc absolument gagner le match pour accrocher le titre. Ce match rentre dans les records du football féminin allemand avec une affluence de 7 900 personnes. Le match est également retransmis en direct à la télévision. À la 89e minute, Petra Wimbersky inscrit un but, refusé pour position de hors-jeu. Francfort est alors sacré champion. 
Quatre joueuses de Turbine sont sélectionnées en équipe nationale allemande pour la coupe du monde 2003 aux États-Unis. Nadine Angerer, Ariane Hingst, Viola Odebrecht et Conny Pohlers devinrent ainsi championnes du monde. Au troisième tour de la Coupe d'Allemagne, Potsdam rencontre à nouveau le Hambourg SV. Hambourg mena 1-0 jusqu'aux dernières minutes de jeu quand Viola Odebrecht égalise. Durant les prolongations, Jennifer Zietz inscrit le but de la victoire pour Potsdam. Turbine atteint ainsi pour la première fois de son histoire la finale de la Coupe. Le club affronta son grand rival, le 1. FFC Francfort. Turbine domine la partie et s'impose 3-0, donnant au club sa première coupe. Durant la trêve hivernale, Turbine remporte la Coupe en salle. 

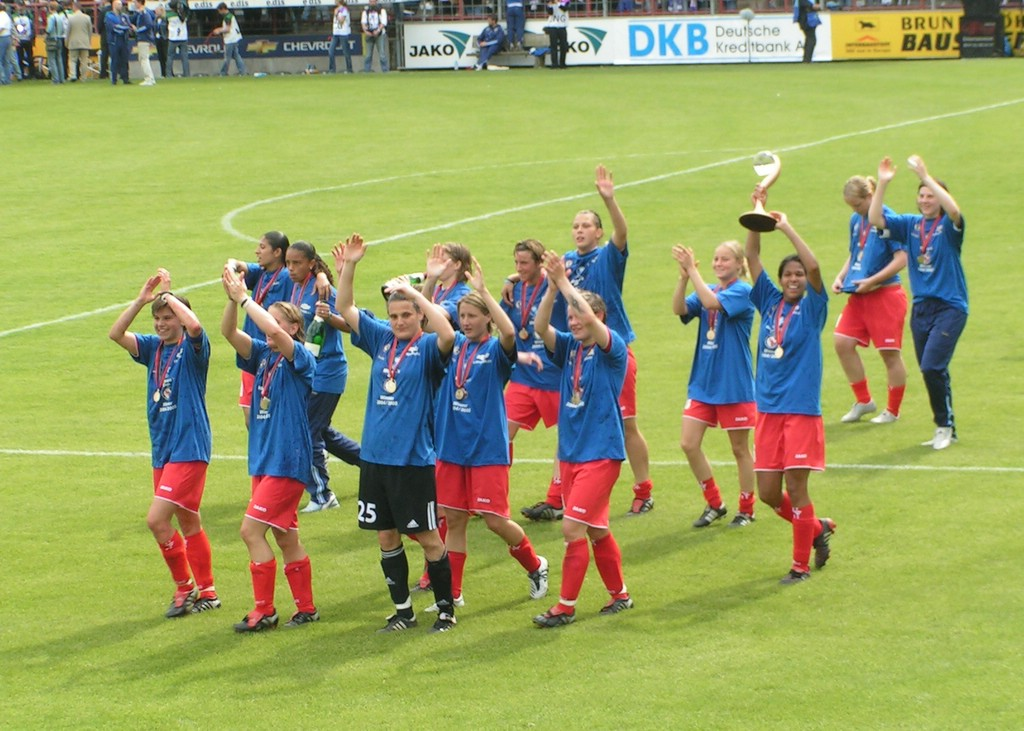
Le FFC Turbine Potsdam remporte la Coupe UEFA 2005.

En championnat, Turbine va de victoires en victoires. Après avoir battu Duisburg 3-1, Turbine possède un point d'avance sur Francfort avant le dernier match. Turbine se déplace à Francfort pour le match qui va désigner le champion. Devant une foule de 4 800 personnes, Turbine s'impose 7-2. Potsdam remporte ainsi enfin son premier titre de champion d'Allemagne, se qualifiant également pour la Coupe UEFA féminine 2004-2005.
Turbine est invaincu en Europe et affronte en finale les Suédoises de Djurgårdens IF/Älvsjö. Le premier match à Stockholm se conclut par une victoire 0-2 de Turbine. Lors du match retour, des buts de début de matchs inscrits par Conny Pohlers et Petra Wimbersky assurent la victoire (3-1). C'est le plus grand succès de Turbine à ce jour. Lors du match à Potsdam, 8 700 personnes sont présentes, soit la plus forte affluence jamais enregistrée lors d'un match à domicile pour Turbine. Le club défend également avec succès son titre en salle et la coupe, les deux fois face à Francfort. Toutefois, la saison de Bundesliga 2004-2005 n'est pas une réussite pour Turbine qui termine à la troisième place.

### Le Turbine parmi les grands
Francfort est pendant une longue durée en tête de la Bundesliga lors de la saison 2005-2006. Ils perdent 2-1 à Fribourg et Potsdam les dépasse. Turbine bat ensuite Francfort 6-2 (avec quatre buts de Conny Pohlers) et Duisbourg 2-0. Après une victoire supplémentaire à Hambourg (3-1), Turbine décroche son second titre en championnat depuis la réunification. Conny Pohlers (36 buts) est sacrée meilleure buteuse du championnat pour la seconde fois. En finale de la Coupe, Potsdam bat à nouveau Francfort (2-0) grâce à deux buts de fin de match inscrits par Isabel Kerschowski et Petra Wimbersky. Cependant, Hambourg défait Potsdam en finale de la Coupe UEFA féminine 2005-2006.
À la fin de la saison, Wimbersky quitte le club pour Francfort. La jeune internationale finlandaise Essi Sainia est la seule recrue importante dans l'effectif de Turbine. Après un début de saison de faible qualité et une élimination précoce en Coupe face à Duisbourg, Turbine est loin d'être en mesure de défendre son titre. En mars 2007, Arian Hingst annonce son départ pour Djurgårdens. Cette nouvelle est suivie de l'annonce du départ à l'issue de la saison de Conny Pohlers et Navina Omilade. L'entraîneur Bernd Schröder fait alors face à d'importantes critiques de la part des supporters. Schröder envoie les deux joueuses sur le banc et titularise de jeunes joueuses telle que la footballeuse de 18 ans Babett Peter et l'attaquante de 16 ans Bianca Schmidt. La décision s'avère payante: Turbine demeure invaincu durant ses treize derniers matchs et termine deuxième. Début 2008, Turbine signa un contrat avec l'internationale norvégienne Leni Larsen Jaurin. Durant l'été 2008, Viola Odebrecht revient à Turbine. À l'issue de la saison 2008-2009, Turbine remporte de façon un peu inattendue la course au titre contre le Bayern Munich et le FCR 2001 Duisburg.
En 2010, le club réalise le doublé Championnat-Ligue des champions. Le titre de champion d'Allemagne est préservé en 2011 et en 2012.

### Les années 2020
En 2020, le club officialise un partenariat avec un club masculin phare de la capitale allemande, le Hertha Berlin, qui apporte au Turbine une aide financière (environ 250 000 € par an), mais aussi un soutien au staff médical et à la communication.
Lors de la saison 2021-2022, le Turbine passe tout près d'un retour en coupe d'Europe, ne perdant la troisième place qualificative qu'à la dernière journée, avec une défaite à domicile face à son concurrent direct, l'Eintracht Francfort. En coupe d'Allemagne aussi, le club performe, atteignant la finale (défaite 4-0 face à Wolfsburg). Mais à l'intersaison, le coach Sofian Chahed est remercié à cause d'un différend en interne, puis le président Rolf Kutzmutz démissionne également. Le départ des deux meilleures buteuses de Potsdam, Selina Cerci et Melissa Kössler, respectivement pour le FC Cologne et le TSG Hoffenheim, est symptomatique de la pression accrue de leurs concurrents qui sont désormais principalement des sections féminines de gros clubs masculins.
L'exercice suivant confirme les craintes de déclassement du club : le Turbine est en grande difficulté en début de championnat et occupe la dernière place avec 1 seul point après sept journées. Nommé seulement à l'intersaison, l'entraîneur Sebastian Middeke est démis de ses fonctions dès la fin octobre. Le partenariat avec le Hertha se termine, ce dernier souhaitant se concentrer sur sa propre section féminine. En fin de saison, après 26 années dans l'élite le club est relégué en deuxième division.

## Couleurs et logo
Les couleurs du club sont le bleu et le blanc. L'équipe joue ses matchs à domicile entièrement en bleu et joue tout en blanc à l'extérieur. Parfois, les joueuses portent un mélange de ces deux tenues. La troisième tenue est entièrement rouge.
Le bord extérieur du logo est un cercle bleu foncé avec le nom du club réparti au-dessus et en dessous. Il y a trois étoiles sur chacun des côtés gauche et droit. Les étoiles n'ont cependant pas une signification particulière. La partie intérieure gauche présente un aigle. Il est tiré du blason du Land de Brandebourg. La partie intérieure supérieure droite montre un ballon de football. La partie en dessous contient les lettres TP pour Turbine Potsdam.

## Stade

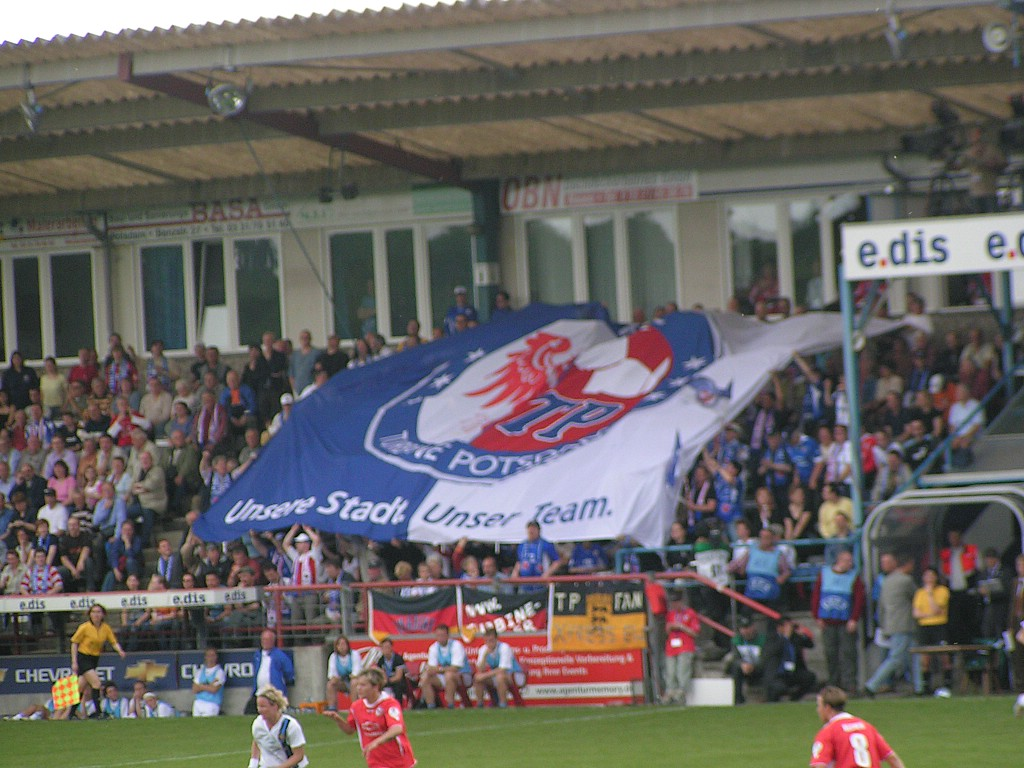
Tifo des supporters du Turbine Potsdam au Karl-Liebknecht-Stadion

Le club joue ses matchs à domicile au Karl-Liebknecht-Stadion à Potsdam. Il partage ce terrain avec l'équipe masculine du SV Babelsberg 03 évoluant en Regionalliga. Le stade possède une capacité de 9 254 places. La tribune principale compte 1 482 sièges, majoritairement couverts.
Le club a également joué ses matchs à domicile au Ernst-Thälmann-Stadion.

## Supporters
L'équipe a deux groupes de supporters. L'un d'entre eux, le club des Turbine-Adler (Aigles de Turbine) est fondé le 4 décembre 2004. L'autre fan club, Turbine-Fans BaWü, est une association régionale de fans du Land de Baden-Wurtemberg.

## Palmarès
- Coupe UEFA féminine / Ligue des champions féminine de l'UEFA : 
  - Vainqueur (2) : 2005 et 2010
  - Finaliste (2) : 2006 et 2011
- Championnat d'Allemagne :
  - Champion (6) : 2004, 2006, 2009, 2010, 2011 et 2012.
  - Vice-champion (3) : 2001, 2002, 2003 et 2013.
- Coupe d'Allemagne :
  - Vainqueur (3) : 2004, 2005 et 2006
  - Finaliste (4) : 2009, 2011, 2013  et 2015
- Coupe d'Allemagne en salle :
  - Vainqueur (7) : 2004, 2005, 2008, 2009, 2010, 2013 et 2014
- Championnat d'Allemagne de deuxième division :
  - Champion (2) : 2012 et 2024
- Championnat d'Allemagne de l'Est :
  - Champion (6) : 1981, 1982, 1983, 1985, 1986 et 1989
  - Vice-champion (2) : 1984 et 1988
- Coupe d'Allemagne de l'Est :
  - Finaliste (1) : 1991

## Joueuses

### Anciennes joueuses
- Nadine Angerer (126 matchs, 0 buts)
- Ariane Hingst (160 matchs, 53 buts)
- Conny Pohlers (240 matchs, 230 buts)
- Petra Wimbersky (82 matchs, 59 buts)
- Fatmire Bajramaj (40 matchs, 29 buts)
- Jennifer Sietz (367 matchs, 104 buts)

## Rivalités
Le Turbine dispute le Klassiker du football féminin allemand face à l'Eintracht Francfort. La rivalité date des années 2000, où les deux clubs raflaient la quasi-totalité des titres en Allemagne.